# 育碧成都
成都育碧电脑软件有限公司，品牌名稱育碧成都，是法國遊戲公司育碧在中國大陸開設的第二個游戏工作室，總部位於中華人民共和國四川省成都市成都高新区天府软件园。

## 歷史
育碧成都是法國遊戲開發商育碧在2007年9月於成都市設立的子公司，也是育碧在中國大陸開設的第二個子公司。公司在同年11月22日註冊成立，2008年1月正式運行。育碧成都成立初期主要負責承接外包專案，一度被評為「成都市十强外包企业」。育碧成都由原育碧上海製作人曹建伟負責組建，曹建伟也擔任育碧成都的總經理。育碧首席執行官古尔莫特對育碧成都的定位是建立中國最大的研發中心之一，公司初期計劃招募200人，未來目標是維持1000人的研發團隊，同時預計在三到五年內在育碧成都培養出能獨立開發一款網絡遊戲的團隊。
2010年，育碧成都開始推出自主開發的網頁遊戲《英雄无敌：王国》，2011年7月29日推出改編自《藍精靈》的社交類遊戲《蓝色小精灵奇缘》。在2011年才採訪中，曹建伟表示育碧成都主要負責在线遊戲開發和相關的美術外包服務，而根據對中國市場的調研，育碧成都未來的重點是開發在线休閒遊戲。
育碧成都與育碧其他工作室也有合作開發遊戲育碧旗下的遊戲系列，其中自2013年10月開始，與育碧新加坡結成戰略合作夥伴，展開更深入的合作。此外還負責部分育碧遊戲的本地化工作，如《雷曼：传奇》和《光之子》的簡體中文版製作。2015年，育碧成都推出了育碧第一款針對華人市場的手機遊戲《跑跑西遊》。2020年《渡神纪 芬尼斯崛起》育碧成都負責開發中國神話背景的追加下载内容《补天》。2021年育碧成都完成了中國大陸版任天堂Switch遊戲《疯狂兔子：奇遇派对》的開發。

## 獨立開發遊戲
| 遊戲名稱               | 發售日期 | 備註             |
| ---------------------- | -------- | ---------------- |
| 《英雄无敌：王国》     | 2010年   | 網頁遊戲         |
| 《蓝色小精灵奇缘》     | 2011年   | 網頁遊戲         |
| 《跑跑西遊》           | 2015年   | 手機遊戲         |
| 《疯狂兔子：奇遇派对》 | 2021年   | 任天堂Switch遊戲 |

## 參與開發遊戲
- 《歪小子斯科特：游戏（英语：Scott Pilgrim vs. the World: The Game）》
- 《刺客教條IV：黑旗》[7]
- 《幽靈行動：魅影》[7]
- 《飆酷車神》[7]
- 《虹彩六號：圍攻行動》[7]
- 《刺客教條：大革命》[7]
- 《刺客信条：叛变》[7]
- 《湯姆克蘭西：全境封鎖》[7]
- 《刺客教條：梟雄》[7]
- 《榮耀戰魂》[11]
- 《渡神纪 芬尼斯崛起》[11]
- 《刺客信条：英灵殿》[11]
- 《马力欧+疯狂兔子 希望之星（英语：Mario + Rabbids Sparks of Hope）》
- 《碧海黑帆》[4]